# ومبوکودی، اریلور
ومبوکودی، اریلور (به انگلیسی: Vembukudi, Ariyalur) یک روستا در هند است که در Ariyalur district واقع شده‌است.

## خصوصیات
ومبوکودی ۳٬۰۹۳ نفر جمعیت دارد.